# Miloslav Mečíř
Miloslav Mečíř (n. 19 mai 1964, Bojnice, Trenčiansky kraj, Slovacia) este un jucător de tenis ce a reprezentat Slovacia, medaliat olimpic. A participat la o ediție a Jocurilor Olimpice (1988) în care a câștigat o medalie de aur și o medalie de bronz.